# Robinsonia praphaea
Robinsonia praphaea är en fjärilsart som beskrevs av Paul Dognin 1906. Robinsonia praphaea ingår i släktet Robinsonia och familjen björnspinnare. Inga underarter finns listade.